# Hulk & Demolidor
Hulk & Demolidor foi uma publicação mensal de histórias em quadrinhos, originalmente publicadas pela editora estadunidense Marvel Comics, distribuídas no Brasil pela Editora Panini. Diferente das edições americanas, que são todas publicadas individualmente, é costume no Brasil lançar as séries nos chamados "mix", contendo diversas edições originais em cada edição nacional. A série Hulk & Demolidor abrigava as séries Hulk e Demolidor (Daredevil) e foi publicada entre fevereiro de 2003 e janeiro de 2004.
Quando iniciou sua publicação, foi um dos títulos a substituir a publicação Paladinos Marvel, juntamente com Justiceiro & Elektra. Após seu cancelamento, foi substituída por dois outros títulos: Hulk e Demolidor, as quais também passaram a abrigar, respectivamente, as séries publicadas até então em Quarteto Fantástico & Capitão Marvel e Justiceiro & Elektra, ambas canceladas também em janeiro de 2004.
A série foi publicada em dois formatos diferentes, no "formato econômico" da Panini (15 cm x 24,5 cm), da edição 1 à 6, e posteriormente em formato americano (17 cm x 26 cm), da edição 7 à 12.

## Publicação pela Panini Comics

### Hulk & Demolidor (2003-2004)

#### Séries
- Daredevil (#01-#12)
- Incredible Hulk (#01-#12)

#### Edições
| Edição nacional | História 1          | História 2          | História 3          | Data de publicação |
| --------------- | ------------------- | ------------------- | ------------------- | ------------------ |
| #01             | Incredible Hulk #30 | Daredevil #26       |                     | fev 03             |
| #02             | Daredevil #27       | Incredible Hulk #31 |                     | mar 03             |
| #03             | Daredevil #28       | Incredible Hulk #32 |                     | abr 03             |
| #04             | Incredible Hulk #34 | Daredevil #29       |                     | mai 03             |
| #05             | Incredible Hulk #35 | Daredevil #30       |                     | jun 03             |
| #06             | Incredible Hulk #36 | Daredevil #31       |                     | jul 03             |
| #07             | Daredevil #32       | Incredible Hulk #37 |                     | ago 03             |
| #08             | Incredible Hulk #38 | Daredevil #33       |                     | set 03             |
| #09             | Daredevil #34       | Incredible Hulk #39 |                     | out 03             |
| #10             | Daredevil #35       | Incredible Hulk #40 |                     | nov 03             |
| #11             | Daredevil #36       | Incredible Hulk #41 |                     | dez 03             |
| #12             | Daredevil #37       | Incredible Hulk #42 | Incredible Hulk #43 | jan 04             |